# Al-Masudi
Abu ul-Hasan ‘Ali ibn al-Husayn ibn ‘Ali al-Masʿūdī (en árabe: أَبُو ٱلْحَسَن عَلِيّ ٱبْن ٱلْحُسَيْن ٱبْن عَلِيّ ٱلْمَسْعُودِيّ‎, Bagdad, 896 - Fustat, 956) fue un historiador y geógrafo, conocido como el «Heródoto de los árabes». Fue uno de los primeros en reunir las disciplinas de la historia y de la geografía científica en una obra de gran alcance, su Murūj adh-dhahab wa-maʿādin al-jauhar que en su momento era una historia del mundo conocido. Escribió Las praderas de oro y Libro de advertencia y revisión, crónicas que reflejan las inquietudes de su época.

## Biografía

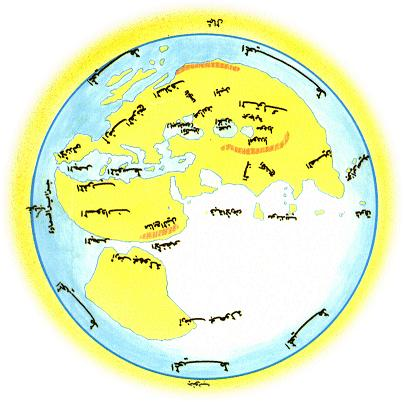
Mapamundi de Al-Masudi.

Debido a la escasez de las fuentes, es poco lo que se sabe sobre la vida de al-Masʿūdī. A pesar de la gran producción escrita, su figura fue completamente ignorada por la mayoría de los biógrafos contemporáneos a su época. Incluso en Kitāb al-Fihrist de Ibn an-Nadīm, uno de los diccionarios más completos de la cultura letrada árabe, la información sobre al-Masʿūdī se reduce a una serie de breves menciones. Debido a lo anterior, la única manera de arrojar la luz sobre la vida de al-Masʿūdī, son sus obras.  
La fecha exacta de nacimiento de Al-Masʿūdī se desconoce, pero la mayoría de los investigadores la sitúan entre 893 y 896 (279-283 AH). Era originario de Bagdad, la capital del Califato abbasí. Su nisba podría indicar la descendencia de ʿAbdallāh ibn Masʿūd, uno de los primeros conversos musulmanes y también uno de los compañeros más cercanos de Mahoma. La juventud del futuro viajero pasó en su ciudad natal. A pesar de no contar con evidencias directas, Charles Pellat a partir de sus obras deduce que durante la etapa formativa al-Masʿūdī tuvo la oportunidad de asistir a clases impartidas por varios maestros importantes de la época como Wakīʿ (m. 306/918), al-Faḍl b. al-Ḥubāb (m. 305/917) y Abū ʿAlī al-Djubbaʾī. Durante esta etapa también pudo haber conocido a aṭ-Ṭabarī (m. 310/923), Ibn Durayd (m. 321/934), al-Ashʿarī (d. 324/935), entre otros.
En el período entre 912 y 915 al-Masʿūdī abandona Bagdad para emprender un largo viaje. Según so obra Murūj adh-dhahab en 915 visitó una serie de ciudades de Persia, de donde se dirigió a la India, atravesando Sind. De allí, posiblemente recorrió Ceilán y una parte de China. Esta etapa del viaje de al-Masʿūdī que corresponde a los territorios fuera del mundo islámico ha generado muchas dudas entre la comunidad académica. Su veracidad ha sido cuestionada, ya que no se cuenta con las evidencias contundentes de su estancia en Asia Oriental, mientras que sus descripciones de dicha región están basadas en otras fuentes. Por ejemplo, según Paul Lunde y Caroline Stone, una gran parte fue tomada de Ak̲h̲bār al-Ṣīn wa’l-Hind de Abū Zayd al-Sīrāfī, a quién al-Masʿūdī encontró durante su recorrido. En cualquiera de los casos, en 917 después de pasar por Yemen y Omán, regresó a Irak. Después de pasar cuatro años en su tierra natal, en 921 al-Masʿūdī emprendió un nuevo viaje a Siria. Cinco años más tarde, encontramos nuevamente al viajero visitando Jerusalén, Nazareth, entre otras ciudades de Palestina. En 927 hay un nuevo registro de su presencia en Damasco, Raqqa y Harran.
La última etapa de sus andanzas fue marcada por el paso por Armenia y la orilla del mar Caspio. Al final de su viaje al-Masʿūdī se establece en Fustat, la capital de la Dinastía ijshidí que de iure se encontraba bajo la soberanía de los Califas de Bagdad, pero de facto representaba una entidad política autónoma. Tras su llegada a Fustat, al-Masʿūdī ya no volverá a Bagdad, sumergida en los disturbios relacionados con el debilitamiento del poder central abbasí y el ascenso de los Búyidas. Precisamente en Fustat al-Masʿūdī completó una gran parte de sus trabajos, incluyendo las únicas dos obras que llegaron hasta nosotros y continuó trabajando hasta su muerte en 956.

## Obra
al-Masʿūdī fue reconocido por su contribución al género de la geografía histórica. De los 36 tratados conocidos hasta nuestros días llegaron solo dos: Kitāb at-Tanbīh wa-’l-ishrāf (Libro de advertencia y revisión) y Murūj adh-dhahab wa-maʿādin al-jauhar (Los prados de oro y las minas de gemas). Su opus magna de treinta volúmenes intitulada Aḵbār az-zamān (Noticias/historia del tiempo) se ha perdido, igual que su apéndice al-Kitāb al-awsaṭ (El libro medio). El resumen abreviado de Aḵbār az-zamān con el que contamos en la actualidad se ha conservado bajo el título Murūj adh-dhahab wa-maʿādin al-ǧauhar (Los prados de oro y las minas de gemas). La segunda obra que llegó hasta la actualidad, Kitāb at-Tanbīh wa-’l-ishrāf, fue escrita poco tiempo antes de la muerte de al-Masʿūdī y contiene correcciones y aclaraciones de sus libros previos.

## Los prados de oro y las minas de gemas (Murūj adh-dhahab wa-maʿādin al-jauhar)
El estudio sistemático de Murūj adh-dhahab fue inaugurado en el siglo XIX por Silvestre de Sacy y retomado por especialistas como Ernest Renan. Entre 1861 y 1877 Barbier de Meynard y Pavet de Courteille elaboraron la primera traducción del texto completo al francés, lo que dio un impulso a su estudio. Murūǧ aḏ-ḏahab obtuvo una alta valoración entre la comunidad académica. Uno de los mayores expertos del siglo XX en literatura árabe, H.A.R Gibb: “no hay trabajo más maravilloso escrito en árabe."
El libro consta de dos partes. La primera reúne la descripción de las partes conocidas del mundo con la clásica división en siente climas con constantes digresiones de carácter proto-antropológico, propios para la literatura geográfica descriptiva árabe. La segunda parte ocupa aproximadamente dos tercios de la totalidad de la obra y está dedicada específicamente a la historia árabe-musulmana desde Mahoma hasta el reinado del Califa abbasí Abū ʾl-Qāsim al-Faḍl ibn al-Muqtadir (m. 974). En este sentido, Murūǧ aḏ-ḏahab es uno de los trabajos más ilustrativos de la vida cultural y política del Califato abbasí.

## Contribución
En las descripciones geográficas, la metodología de al-Masʿūdī no se compara con la rigurosidad “científica” de autores como al-Bīrūnī. Sobre todo era un literato, un adīb, lo que lo acerca a autores como al-Jāḥiẓ o ibn al-Faqih, pero con un sesgo más serio y el estilo narrativo más disciplinado.
El legado de al-Masʿūdī enriqueció el género de la literatura geográfica descriptiva. Su imparcialidad en cuestiones étnicas y religiosas, su erudición y el alcance de sus intereses  lo convierten en un autor de suma importancia tanto para el estudio de los asuntos internos del Califato, como para el análisis de la visión que tenía un representante de esta cultura del mundo circundante.
Fue elogiado por Ibn Jaldún en su Al-muqaddimah, sobre todo por su libro Morudj-az-zahab: "Este tratado nos hace conocer las creencias de dichos pueblos, sus costumbres, sus reinos, dinastías, la naturaleza de las comarcas que habitan, sus montañas, sus mares, la ramificación de los pueblos árabes y la de las naciones extranjeras, convirtiéndose en un adalid y modelo para los demás historiadores".